# مايك رامزي (لاعب كرة قاعدة)
مايك رامزي (بالإنجليزية: Mike Ramsey)‏ هو لاعب كرة قاعدة أمريكي، ولد في 29 مارس 1954 في روانوك في الولايات المتحدة.

## وصلات خارجية
- مايك رامزي (لاعب كرة قاعدة) على موقع دوري كرة القاعدة الرئيسي (الإنجليزية)
- مايك رامزي (لاعب كرة قاعدة) على موقعبيزبول رفرنس.كوم (الدوري الرئيسي) (الإنجليزية)
- مايك رامزي (لاعب كرة قاعدة) على موقعبيزبول رفرنس.كوم (الدوري الثانوي) (الإنجليزية)
- مايك رامزي (لاعب كرة قاعدة) على موقع مشجعي الرسوم البيانية (الإنجليزية)